# Astrobunus kochi
Astrobunus kochi is een hooiwagen uit de familie Sclerosomatidae. De wetenschappelijke naam van Astrobunus kochi gaat terug op Tord Tamerlan Teodor Thorell.